# Episodi di Hondo
La prima e unica stagione della serie televisiva Hondo è andata in onda negli Stati Uniti dall'8 settembre 1967 al 29 dicembre 1967 sulla ABC.
| nº | Titolo originale                    | Prima TV USA      | Titolo italiano | Prima TV Italia |
| -- | ----------------------------------- | ----------------- | --------------- | --------------- |
| 1  | Hondo and the Eagle Claw            | 8 settembre 1967  |                 |                 |
| 2  | Hondo and the War Cry               | 15 settembre 1967 |                 |                 |
| 3  | Hondo and the Singing Wire          | 22 settembre 1967 |                 |                 |
| 4  | Hondo and the Superstition Massacre | 29 settembre 1967 |                 |                 |
| 5  | Hondo and the Savage                | 6 ottobre 1967    |                 |                 |
| 6  | Hondo and the Apache Kid            | 13 ottobre 1967   |                 |                 |
| 7  | Hondo and the War Hawks             | 20 ottobre 1967   |                 |                 |
| 8  | Hondo and the Mad Dog               | 27 ottobre 1967   |                 |                 |
| 9  | Hondo and the Judas                 | 3 novembre 1967   |                 |                 |
| 10 | Hondo and the Comancheros           | 10 novembre 1967  |                 |                 |
| 11 | Hondo and the Sudden Town           | 17 novembre 1967  |                 |                 |
| 12 | Hondo and the Ghost of Ed Dow       | 24 novembre 1967  |                 |                 |
| 13 | Hondo and the Death Drive           | 1º dicembre 1967  |                 |                 |
| 14 | Hondo and the Hanging Town          | 8 dicembre 1967   |                 |                 |
| 15 | Hondo and the Gladiators            | 15 dicembre 1967  |                 |                 |
| 16 | Hondo and the Apache Trail          | 22 dicembre 1967  |                 |                 |
| 17 | Hondo and the Rebel Hat             | 29 dicembre 1967  |                 |                 |

## Hondo and the Eagle Claw
- Prima televisiva: 8 settembre 1967
- Diretto da: Lee H. Katzin
- Scritto da: Andrew J. Fenady

### Trama
- Guest star: John Pickard (tenente), Robert Taylor (Gallagher), Randy Boone (Sean), John Smith (Ed Dow), Michael Rennie (Tribolet), Steven Marlo (Reese), Victor Lundin (Silva), Gary Merrill (generale Sheridan)

## Hondo and the War Cry
- Prima televisiva: 15 settembre 1967
- Diretto da: Lee H. Katzin
- Scritto da: Andrew J. Fenady

### Trama
- Guest star: John Smith (Ed Dow), John Pickard (tenente), Gary Merrill (generale Sheridan), Randy Boone (Sean), Abel Fernández (indiano), Don Collier (mandriano), Robert Taylor (Gallagher), Michael Rennie (Tribolet)

## Hondo and the Singing Wire
- Prima televisiva: 22 settembre 1967
- Diretto da: William Witney
- Scritto da: George Schenck

### Trama
- Guest star: Iron Eyes Cody (capo), Boyd 'Red' Morgan (Morgan), Perry Lopez (Delgado), Donald Woods (Stanton), Stan Barrett (Diamond), Don 'Red' Barry (sergente Daniels), Pat Conway (Redell)

## Hondo and the Superstition Massacre
- Prima televisiva: 29 settembre 1967
- Diretto da: Lee H. Katzin
- Scritto da: Andrew J. Fenady

### Trama
- Guest star: Mike Lane (Moon Dog), Claude Hall (Unwashed), Nancy Malone (Mary Davis), Willard Sage (sergente Ablo), Ed McCready (sergente), Robert Reed (Frank Davis)

## Hondo and the Savage
- Prima televisiva: 6 ottobre 1967
- Diretto da: Lee H. Katzin
- Scritto da: Frank Chase

### Trama
- Guest star: William Henry (Sand), Tom Monroe (Dink), Charles McGraw (generale Rutledge), Iron Eyes Cody (guerriero indiano anziano), Carmelita Acosta (Canoa), James Beck (sergente), Nico Minardos (Ponce)

## Hondo and the Apache Kid
- Prima televisiva: 13 ottobre 1967
- Diretto da: William Witney
- Scritto da: Frank L. Moss

### Trama
- Guest star: James Beck (sergente Highton), Stan Barrett (Running Wolf), Farley Granger (Jack Graham), Danielle Roter (Star Bird), William Benedict (Willie), Sofia Marie (Emmy Jo), Nick Adams (ragazzino apache)

## Hondo and the War Hawks
- Prima televisiva: 20 ottobre 1967
- Diretto da: Michael D. Moore
- Scritto da: Donn Mullally

### Trama
- Guest star: Lawrence Montaigne (Soldado), Ed McCready (sergente), J. Winston Carroll ("Buckey" Jack Smith), Glenn Langan (Victor Tribolet)

## Hondo and the Mad Dog
- Prima televisiva: 27 ottobre 1967
- Diretto da: Arthur H. Nadel
- Scritto da: Nat Tanchuck

### Trama
- Guest star: Ben Wright (dottor Paul), William Benedict (Willie), Royal Dano (Liebel), James Beck (sergente Highton), Michael Harris (Mills), James MacArthur (Judd Barton)

## Hondo and the Judas
- Prima televisiva: 3 novembre 1967
- Diretto da: Lee H. Katzin
- Scritto da: Frank Chase

### Trama
- Guest star: John Carradine (dottor Leonard Zeber), Roger Perry (Johnny Reno), John Agar (Frank James), Rick Nelson (Jesse James), Ken Mayer (Sam Bragg), Charles Maxwell (Leek Harker), Stan Barrett (Del Harker), John Crawford (Gar Harker), Richard Bakalyan (Cole Younger), Kipp Whitman (Jim Younger), Fritz Ford (Charlie Ford), Roy Jenson (Bob Ford), Forrest Tucker (colonnello William Quantrill)

## Hondo and the Comancheros
- Prima televisiva: 10 novembre 1967
- Diretto da: Michael D. Moore
- Scritto da: Frank Paris

### Trama
- Guest star: Glenn Langan (Victor Tribolet), Kelton Garwood (Kyle), Marie Gomez (Teresa), Peggy Stewart (Mrs. Malcolm), Bruno VeSota (Biddle), Makee K. Blaisdell (Paco), Fernando Lamas (Rodrigo)

## Hondo and the Sudden Town
- Prima televisiva: 17 novembre 1967
- Diretto da: Harry Harris
- Scritto da: Palmer Thompson

### Trama
- Guest star: Glenn Langan (Victor Tribolet), James Beck (sergente Highton), Rod Cameron (Martin Blaine), Leonard Stone (Kelso), William Benedict (Willie), Tom Reese (Wilson), Gene Raymond (senatore Knight)

## Hondo and the Ghost of Ed Dow
- Prima televisiva: 24 novembre 1967
- Diretto da: Harry Harris
- Scritto da: George F. Slavin

### Trama
- Guest star: James Chandler (Matt), Ben Wright (dottor Paul), John Smith (Ed Dow), Ted Jordan (Gruder), Chris Alcaide (Selby), June Dayton (Wilma Hendrix), Glenn Langan (Victor Tribolet), David Brian (Ben Dow)

## Hondo and the Death Drive
- Prima televisiva: 1º dicembre 1967
- Diretto da: William Witney
- Scritto da: Peter Germano

### Trama
- Guest star: J. Pat O'Malley (Rufus), Terry Wilson (Dakota), Alan Hale, Jr. (Ben Cobb), L. Q. Jones (Allie), Glenn Langan (Victor Tribolet), David S. Cass, Sr. (Harper), Jeff Morris (Galin), Tom Steele (Hudson), Roy N. Sickner (Cox), Reed Hadley (Slade), X Brands (Coro), Ted Gehring (Kemp), Pedro Gonzalez Gonzalez (Sancho)

## Hondo and the Hanging Town
- Prima televisiva: 8 dicembre 1967
- Diretto da: Alan Crosland, Jr.

### Trama
- Guest star: Denver Pyle (giudice Amos Blunt), Bing Russell (Thompson), Gary Crosby (Tom Bixby), Morgan Woodward (colonnello Jake Spinner), Steve Mitchell (Morrison), Nicholas Georgiade (barista), Jim Galante (vice), Edward Colmans (padre Vorona), Walter Scott (Hoti), Quintin Sondergaard (Stoner), Jamie Farr (John-Choo), Dan O'Herlihy (Professore Phineas Blackstone)

## Hondo and the Gladiators
- Prima televisiva: 15 dicembre 1967
- Diretto da: Eddie Saeta
- Scritto da: Turnley Walker

### Trama
- Guest star: Barton MacLane (Markham), Claude Akins (Brock), James Chandler (sceriffo), Jamie Farr (Smithers), Chanin Hale (Carrot Top), Lydia Goya (Lydia), Michael Masters (bullo), Montie Plyer (Jake), John Wood (Goya), Phil Arnold (Impresariol), George Keymas (Nakka), Richard Hale (Jamarro)

## Hondo and the Apache Trail
- Prima televisiva: 22 dicembre 1967
- Diretto da: Michael Caffey
- Scritto da: William Froug

### Trama
- Guest star: Ed McCready (sergente Hurst), Tony Epper (Running Bear), David Nelson (Jeff), Annette Funicello (Anne), Jim Sheppard (indiano), Roy N. Sickner (Joe), Pete Dunn (Pete), Nick Adams (ragazzo apache)

## Hondo and the Rebel Hat
- Prima televisiva: 29 dicembre 1967
- Diretto da: Michael D. Moore
- Scritto da: Max Hodge

### Trama
- Guest star: Rudy Battaglia (Chico), Linda Dangcil (Mrs. Hernandez), Jack Elam (Diablo), Rafael Campos (Hernandez), Eugene Iglesias (Neomo), John Indrisano (barista)